# Albion
Albion je najstarije poznato ime Britanskog otočja. 
Naziv je vjerojatno keltskog podrijetla, a možda i pred-indoeuropskog. Ime je bilo poznato Grcima već oko 500. godine pr. Kr. Ime Albion je već bilo zastarjelo kad ga spominje rimski pisac Plinije u 1. stoljeću. U 4. stoljeću, rimski pisac Rufius Festus Avienus u svom djelu "Ora maritima" piše o "Insula Albionum" ("Otok Albiona"). No, već prije nove ere, nazivi izvedeni iz korijena "prettan" ili "brettan", iz kojega je nastalo ime Britanija, počeli su zamjenjivati naziv Albion. Albion je ipak, kao arhaični naziv, preživio u spisima pisanima latinskim jezikom. U nekim bretonskim latinskim spisima iz 11. stoljeća, Britanija se naziva latiniziranim starim bretonskim imenom Albidia.
U prijevodu na velški jezik kronike Geoffreya od Monmoutha (Historia Regum Britanniae) iz 12. stoljeća, Albion se spominje kao "Bijeli otok". Neki smatraju da je ime izvedeno iz indoeuropskog korijena "albho" - bijelo, te da je naziv u vezi s bijelim liticama na obali kod Dovera. 
Postoje i druga mišljenja, koja ime Albion povezuju s gaelskim toponimom "alba" i s velškom imenicom "elbid" koja znači svijet, zemlja ili područje. Galaćansko ime i Galski epitet božanstva glasio je Albio-rix, što bi značilo "kralj svijeta". 
"Perfidni Albion", pogrdni je naziv za Englesku, ili Britaniju koji je skovan u predrevolucionarnoj Francuskoj 18. stoljeća (u doba neprijateljstva između Francuske i Engleske).
"Gordi Albion" nadimak je engleske nogometne reprezentacije.